# Jonathan Shepard
Jonathan Shepard é um historiador britânico especializado na era medieval da Rússia, do Cáucaso e do Império Bizantino. Ele é considerado uma das maiores autoridades em estudos bizantinos e sobre a Rússia de Quieve. He specializes in diplomatic and archaeological history of the early Kievan period. É especialista em história diplomática e arqueológica do período inicial de Quieve. Shepard recebeu seu doutorado em 1973, pela Universidade de Oxford e foi professor de história russa na Universidade de Cambridge. Entre outras obras, ele é co-autor (com Simon Franklin) de The Emergence of Rus 750–1200 (1996), e editor de The Cambridge History of the Byzantine Empire (2008).